# William Thompson (naturalista)

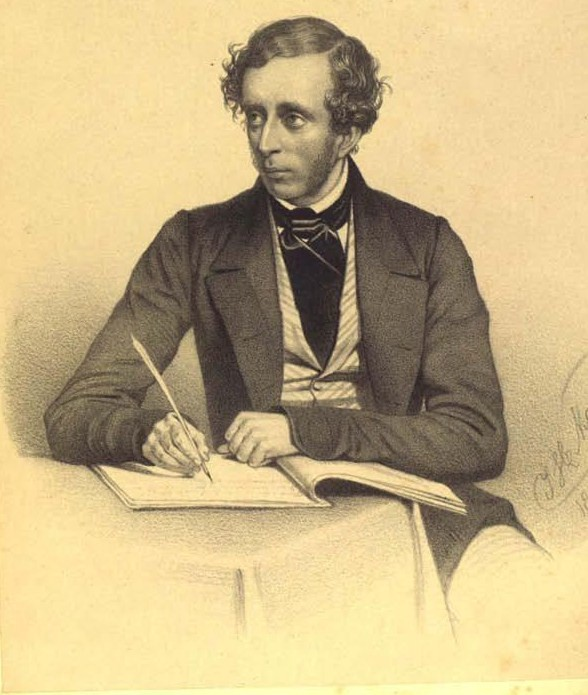
William Thompson

William Thompson (2 de dezembro de 1805, 17 de fevereiro de 1852) foi um naturalista irlandês, celebrado pelos seus estudos pioneiros sobre a história natural da Irlanda, especialmente na ornitologia e na biologia marinha. Thompson publicou numerosas notas sobre a distribuição, acasalamento, ovos, habitat, canto, plumagem, comportamento, ninhos e alimentação de aves, que formaram as bases para os quatro volumes da sua História Natural da Irlanda, e foram muito usados por autores contemporâneos e posteriores a ele, como Francis Orpen Morris.

## Anos iniciais
Thompson nasceu na florescente cidade marítima de Belfast, Irlanda, e era o filho mais velho de um comerciante de linho, cuja fortuna permitiria mais tarde a Thompson custear sua pesquisa sem uma afiliação acadêmica. Ele entrou para a recém-formada Royal Belfast Academic Institution, onde se graduou em Ciência Biológica. Fundada por, entre outros, John Templeton, a escola tinha uma forte seção de história natural, que produziu diversos naturalistas importantes. O primeiro trabalho científico de Thompson, As Aves das Ilhas Copeland, foi publicado em 1827, logo depois de ele ter entrado para a Sociedade de História Natural de Belfast. Nessa época, ele se tornou membro da Sociedade Literária de Belfast.

## Pesquisa
Thompson contribuiu com informação atualizada sobre as aves da Irlanda para a Revista de Zoologia e Botânica, Os Anais da História Natural, Revista de História Natural e os Anais e Revista de História Natural de Prideaux John Selby, e preparou a primeira lista abrangente das aves da Irlanda para a reunião de 1840 da Associação Britânica para o Avanço da Ciência, em Glasgow. Outro trabalho, principalmente sobre aves, foi publicado nos Proceedings of the Zoological Society of London e no London and Edinburgh Philosophical Journal. Esses trabalhos formaram as bases para o seu trabalho seminal – A História Natural da Irlanda – publicado em três volumes entre 1849 e 1851.
Ele coletou muitas espécies raras, inclusive a gaivota-de-bonaparte e a Botaurus lentiginosus, que ele mantinha em um museu privado variado. Ele observou, mas não coletou, outras aves raras como o milhafre-real.
Em 1834, Thompson começou a estudar a distribuição de animais marinhos no espaço (faixa de profundidade) e tempo (sazonalidade). Sua primeira pesquisa foi com Edward Forbes, conduzindo dragagens no Mar da Irlanda. Em 1841, ele se uniu a Forbes e Thomas Abel Brimage Spratt no Beacon, comandado por Thomas Graves, trabalhando no Mediterrâneo e no Mar Egeu. A expedição durou dezoito meses e conduziu mais de cem operações de dragagem, em profundidades variando de 1 a 130 fathoms (1,8 a 238 m), assim como estudos na costa. Thompson se concentrou na faixa de profundidade das algas, das quais a sua coleção principal está no herbário do Museu de Ulster, em Belfast, e consiste de cinco grandes álbuns contendo espécimes coletados por ele próprio e por diversos outros naturalistas.
A obra Flora de Ulster, de George Dickie, contém registros das frequentes contribuições de Thompson à botânica, e ele é mencionado na obra Natural History of British Entomostraca, de William Baird.

## Últimos anos
Thompson correspondeu-se largamente sobre todos os aspectos da história natural com naturalistas da Grã-Bretanha e Irlanda, inclusive com o zoólogo Thomas Bell, que estava no centro da comunidade científica inglesa, e dois dos “grandes” da Sociedade Zoológica de Londres, Nicholas Aylward Vigors e William Ogilby. 
À medida que a reputação de Thompson se espalhou, a informação começou a ser passada a ele por observadores interessados por toda a Irlanda. Entretanto, a sua saúde se deteriorou entre 1847 ou 1848, quando ele tinha 42 anos, e ele passou a sofrer de problemas cardíacos a partir de 1847. Thompson morreu em 1852 de um ataque cardíaco em Londres, para onde tinha sido levado por seus amigos William Yarrell, autor de Pássaros Britânicos, Edward Forbes, Edwin Lankester, da Ray Society, e George Busk. Ele morreu solteiro.
Excertos das cartas de Thompson e suas notas foram editados e publicados como o quarto volume da História Natural da Irlanda, que se focou nos invertebrados e nos vertebrados não alados, por George Dickie, James Ramsey Garret e Robert Patterson em 1856.
O piolho do mar, Lepeophtheirus thompsoni Baird, 1850, foi nomeado em sua homenagem.

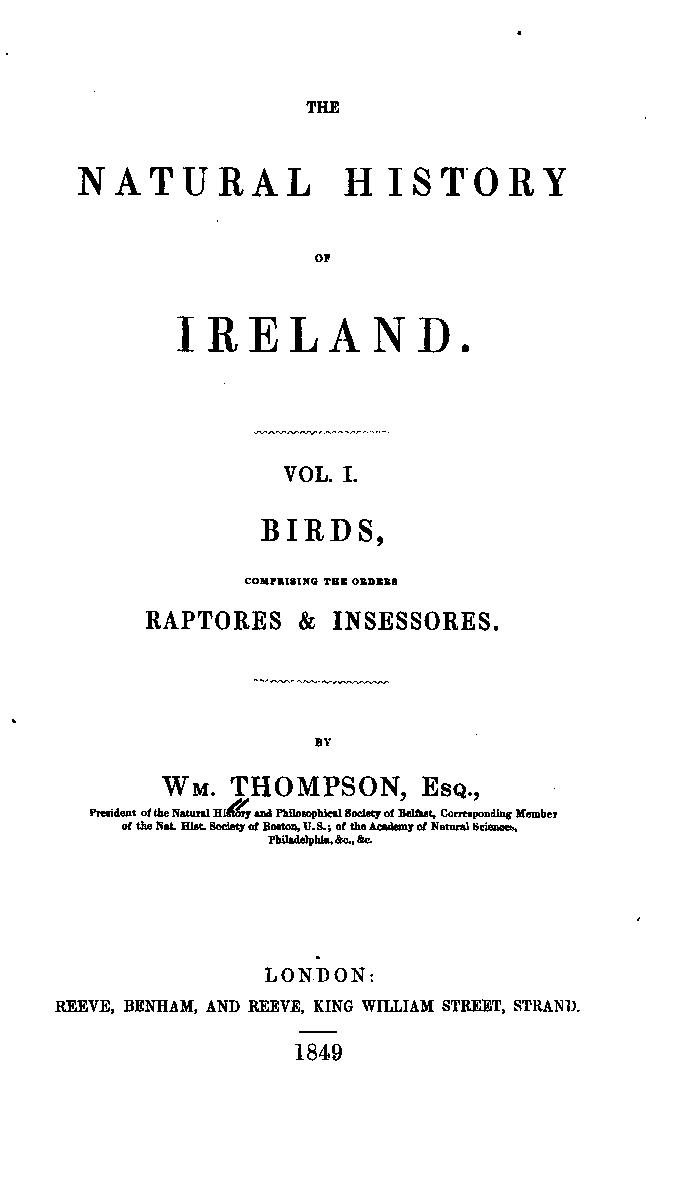
A História Natural da Irlanda Volume 1 Frontis